# Frida Schmidt
Frida Frederikke Caroline Christiane Schmidt (født 15. august 1849 i Middelfart, død 22. januar 1934 i Odense) var en dansk lærer, kvindesagsforkæmper og banebrydende aktivist for Dansk Kvindesamfund på Fyn. Hun var med til at oprette Odense-afdelingerne af både Kvindevalgretsforeningen i 1889 og Dansk Kvindesamfund i 1890. I begyndelsen af 1890'erne var hun en af de stærkeste fortalere for at få vedtaget kvinders stemmeret som en del af Odense-afdelingens program, mange år før Kvindesamfundet i 1906 optog stemmeret i sit nationale program.

## Levned
Frida Schmidt blev født i Middelfart i 1849 som det fjerde af 10 børn af advokat og landsretssagfører Lorentz Lorentzen Schmidt (1816–1867) og hans hustru Elisabeth Vanting (1819–1902). Efter hendes konfirmation i 1864 arbejdede hun på sin fars kontor, hvor hun tog diktat og håndterede korrespondance hvilken var meget usædvanligt for unge kvinder på den tid.
Hånet af firmaets klienter og ude af stand til at være et juridisk vidne for dokumenter, blev hun opmærksom på kvinders andenrangsstatus i datidens samfund. Hun fik kendskab til kvinders rettigheder gennem Ida Falbe-Hansen som hun lærte at kende, og Henrik Ibsens værker. I 1867 uddannede hun sig til lærerinde i København på N. Zahles Skole, i 1873 blev hun leder af Mathiasens Pigeskole i Middelfart. Hun flyttede med sine forældre til Odense, men havde svært ved at finde en lærerstilling. Det resulterede i, at hun underviste i sprog på N. Zahles Skole, og til sidst åbnede hun sammen med en af sine søstre Eugenie Schmidts Handelsskole i Odense. Hun underviste der i 34 år og introducerede et helt nyt fag, samfundsfag.
Hun var med til at oprette Odense-afdelingerne af både Kvindevalgretsforeningen i 1889 og Dansk Kvindesamfund i 1890. I begyndelsen af 1890'erne var hun en af de stærkeste fortalere for at få vedtaget kvinders stemmeret som en del af Odense-afdelingens program, år før Kvindesamfundet i 1906 optog stemmeret i sit nationale program.
Frida Schmidt døde i Odense 22. januar 1934.